# チャールズ・ベリー (初代チャールヴィル伯爵)
初代チャールヴィル伯爵チャールズ・ウィリアム・ベリー（英語: Charles William Bury, 1st Earl of Charleville FRS FSA、1764年6月30日 – 1835年10月31日）は、アイルランド王国出身の貴族、政治家。アイルランド庶民院議員（在任：1790年、1792年 – 1797年）、アイルランド貴族代表議員（在任：1801年 – 1835年）を歴任した。

## 生涯
ジョン・ベリー（John Bury、1764年8月4日没、ウィリアム・ベリーの息子）と妻キャサリン（Catherine、旧姓サドラー（Sadleir）、フランシス・サドラーの次女）の息子として、1764年6月30日に生まれた。父は1764年2月17日に初代チャールヴィル伯爵チャールズ・ムーア（ウィリアム・ベリーの妻ジェーンの兄弟）からキングス・カウンティ（現オファリー県）チャールヴィルの地所を継承したばかりだったが、半年後に死去、ベリーは生後2か月にして父を失った。ベリーはダブリン大学トリニティ・カレッジで教育を受け、1785年にB.A.の学位を修得した。
1790年1月から4月までと1792年から1797年の2度にわたり、キルマーロック選挙区の代表としてアイルランド庶民院議員を務めた。
1797年11月26日、アイルランド貴族であるキングス・カウンティにおけるチャールヴィル・フォレストのタラモア男爵に叙された。カーロウ・バラ選挙区に影響力を有したことが叙爵の理由だった。1798年アイルランド反乱の鎮圧に関わった後、1800年12月29日に同じくアイルランド貴族であるキングス・カウンティにおけるチャールヴィル・フォレストのチャールヴィル子爵に叙された。1801年11月2日にアイルランド貴族代表議員に選出され、1835年に死去するまで務めた。1806年2月16日、同じくアイルランド貴族であるキングス・カウンティにおけるチャールヴィル・フォレストのチャールヴィル伯爵に叙された。
1803年3月31日、王立協会フェローに選出された。1812年から1822年まで王立アイリッシュ・アカデミー会長を務めた。1814年4月28日、ロンドン考古協会フェローに選出された。ほかにも王立ハイバーニアン・アカデミー会長を務めた。
領地ではネオ・ゴシック様式のチャールヴィル城を建て、タラモアの町の発展に寄与したが、伯爵家はロンドンで過ごすことが多かった。
1835年10月31日にドーバーで急死、息子チャールズ・ウィリアムが爵位を継承した。

## 家族
1798年6月4日、キャサリン・マリア・ティスダル（Catherine Maria Tisdall、1761年ごろ – 1851年2月24日、ジェームズ・ティスダルの未亡人、トマス・タウンリー・ドーソンの娘）と結婚、1男をもうけた。
- チャールズ・ウィリアム（1801年4月29日 – 1851年7月14日） - 第2代チャールヴィル伯爵[2]